# Prosper Dupon
Prosper Dupon (Ichtegem, 12 oktober 1913 – Torhout, 14 februari 2000) was een Belgisch politicus voor CVP. Hij was burgemeester van Ichtegem.

## Biografie
Tijdens de Tweede Wereldoorlog was Dupon bij het verzet in Ichtegem. Hij was ondernemer en in 1947 richtte hij het bedrijf Biscuits Dupon op. Daarnaast was hij ook actief in de gemeentelijke politiek. In 1970 raakte hij verkozen in een coalitie van de CVP met de BSP en werd hij burgemeester van Ichtegem. In 1977 smolt Ichtegem samen met Eernegem en Bekegem en bij de eerste verkiezingen in de fusiegemeente was hij lijsttrekker voor de CVP. De partij vormde nu een coalitie met de partij Center en Dupon bleef burgemeester.
Bij de verkiezingen van 1982 daalde zijn stemmenaantal en zijn partij belandde in de oppositie. Dupon beëindigde daarop zijn politieke loopbaan.